# 関口裕子 (歴史学者)
関口 裕子（せきぐち ひろこ、1935年 - 2002年 ）は、日本の歴史学者。専門は日本古代史・女性史。元清泉女子大学非常勤講師、在野研究者。

## 人物・来歴
東京都出身。旧姓は田口。1930年代に高群逸枝が始めた日本の女性史研究を批判的に継承した。大学に常勤ポストが無く厳しい研究環境であったが、古代における婚姻を中心に、家・家族・所有権などを研究し、女性史研究をアカデミズムの中に確立するために尽力。石母田正による古代の女性からの積極的な性への誘い掛けや、女性が祭祀に参加することを否定する説に対して家父長制的女性観だと批判するなど、従来の男性中心の歴史研究に疑問を呈し、のちの女性史研究家である義江明子、黒田弘子、野村育世らに影響を与えた。

## 略歴
- 1960年 - 東京大学文学部国史学科卒業
- 1969年 - 東京都立大学大学院人文科学研究科修士課程修了
- 1973年 - 東京大学大学院人文科学研究科博士課程修了
- 1994年 - 博士（文学・東京大学）
- 2002年 - 逝去
- 2018年 - 『日本古代女性史の研究』で女性史青山なを賞を受賞

## 著書
- 関口裕子、他『日本家族史-古代から現代へ』橘出版社、1989年。ISBN 4-900071-17-X。
- 関口裕子、他『日本女性の歴史-性・愛・家族』 225巻、角川書店〈角川選書〉、1992年。ISBN 4047032255。
- 関口裕子、他『日本女性の歴史-女のはたらき』 237巻、角川書店〈角川選書〉、1993年。ISBN 4047032379。
- 関口裕子、他『日本女性の歴史-文化と思想』 241巻、角川書店〈角川選書〉、1993年。ISBN 4047032417。
- 関口裕子「日本古代婚姻史の研究」1994年、doi:10.11501/3115763。
- 関口裕子『処女墓伝説歌考-複数の夫をもった美女の悲劇』吉川弘文館、1996年。ISBN 4642021698。
- 関口裕子 他『家族と結婚の歴史』森話社、1998年。ISBN 4795290687。
- 関口裕子 他『文学にみる日本女性の歴史』吉川弘文館、2000年。ISBN 4642077634。
- 関口裕子 他 (2003). The Patriarchal Family Paradigm in Eighth-Century Japan. University of California Press
- 関口裕子『日本古代家族史の研究』塙書房〈上〉、2004年。ISBN 4827311854。
- 関口裕子『日本古代家族史の研究』塙書房〈下〉、2004年。ISBN 4827311862。
- 関口裕子『日本古代女性史の研究』塙書房、2018年。ISBN 978-4-8273-1292-8。